# Willy Schüller
Willy Schüller (eigentlich Willibald Schüller; * 21. Juli 1930; † 11. April 1965) war ein deutscher Textdichter. Hauptberuflich wirkte er zuletzt als stellvertretender Leiter der Abteilung Sprachunterricht an der TU Dresden.
1953 wurde das erste Lied mit seinem Text veröffentlicht. Obwohl ihm nur eine kurze Schaffenszeit blieb, ist die Liste seiner Lieder und der von ihm mit Liedern versehenen Interpreten lang. Er schrieb mit verschiedenen Komponisten aus der DDR anspruchsvolle Tanzlieder. Besonders eng war die Zusammenarbeit mit Alo Koll, Walter Eichenberg, Harry Seeger, Hans Bath und Georg Möckel.
Echte Schlager wurden Abends kommen die Sterne (Harry Seeger) mit der Sängerin Jane Swärd aus Schweden – (sie gewann in dieser Zeit auch das Schlagerfestival in Rostock), aber auch Hör', mein Herz mit Helga Brauer, Ich glaube an Liebe mit Fred Frohberg und Ich steige dir auf's Dach mit Bärbel Wachholz.

## Lieder
- Brigitte Rabald Entscheide dich (Musik: Helmut Nier), 1954
- Werner Hass Mucks Liebeskummer (Musik: Walter Eichenberg), 1955
- Irma Baltuttis Zwei auf einer Bank (Musik: Horst Reipsch), 1955
- Klaus Groß Am Ende meines Wegs stehst du (Musik: Alo Koll), 1955
- Sonja Siewert Wenn der Hafen schlafen geht (Musik: Helmut Nier), 1956
- Fred Frohberg Steuermann, halte Kurs (Musik: Walter Eichenberg), 1957
- Helga Brauer Hör', mein Herz (Musik: Walter Eichenberg), 1958
- Bärbel Wachholz Ich steige dir auf's Dach (Musik: Georg Möckel), 1958
- Julia Axen In Paris, in Berlin (Musik: Harry Seeger), 1958
- Lutz Jahoda Fidlowatschka (Musik: Helmut Nier), 1958
- Fred Frohberg Ich glaube an Liebe (Musik: Hans Bath), 1959
- Heinz Schultze Mein Herz sieht rot (Musik: Horst Reipsch), 1959
- Nicole Félix Rendezvous mit der Liebe (Musik: Willy Schüller), 1960
- Christl Bach Junge Herzen müssen träumen (Musik: Walter Eichenberg), 1960
- Günter Geißler Im Frühling kam Pia (Musik: Harry Seeger), 1960
- Bärbel Wachholz Ich hab' Musik im Blut (Musik: Hans Bath), 1961
- Steffen Reuter ... doch beim Swing (Musik: Harry Seeger), 1961
- Monika Grimm Mein Bruder und ich (Musik: Harry Seeger), 1961
- Monika & Ruth Das Lied vom alten Plattenschrank (Musik: Harry Seeger), 1961
- Helga Brauer … doch daß er Leo hieß (Musik: Walter Eichenberg), 1961
- Ruth Brandin Ricki-ticki-tim (Musik: Wolfgang Kähne), 1962
- Mary Halfkath Sei ein Mann (Musik: Hans Bath), 1962
- Brigitte Rabald Fremder, hör' meine Melodie (Musik: Alo Koll), 1962
- Helga Brauer Das Tagebuch vom schönen Max (Musik: Walter Eichenberg), 1962
- Helga Brauer Abends kommen die Sterne (Musik: Harry Seeger), 1962, von Jane Swärd 1963 gecovert
- Vanna Olivieri Heut' brauch' ich Musik (Musik: Hans Bath), 1963
- Richard Adam Charleston-Omnibus (Musik: Walter Eichenberg), 1963
- Günter Hapke Das Lecker-Schlecker-Kätzchen (Musik: Gerd Natschinski), 1963
- Frank Schöbel Wie schade, daß du kein Zwilling bist (Musik: Siegfried Mai), 1964
- Helga Brauer Wo das Herz spricht (Musik: Walter Eichenberg), 1964
- Die Kolibris In der Liebe zählen Küsse (Musik: Georg Möckel), 1965
- Enzo-Trio Ausgerechnet Liszt heißt der Pianist (Musik: Alo Koll), 1965